# ساندی، هند
ساندی (به انگلیسی: Sandi) یک منطقهٔ مسکونی در هند است که در بخش هاردوی واقع شده‌است. ساندی ۱۲٫۰۲ کیلومتر مربع مساحت و ۲۶٬۰۰۷ نفر جمعیت دارد و ۱۷۵ متر بالاتر از سطح دریا واقع شده‌است.